# Klingenberg (Klingenberg)
Klingenberg ist ein Ortsteil der Gemeinde Klingenberg im Landkreis Sächsische Schweiz-Osterzgebirge in Sachsen, jedoch nicht deren Verwaltungszentrum. 

## Geographie
Der Ort befindet sich im Erzgebirgsvorland südlich des Tharandter Waldes. Klingenberg erstreckt sich im Tal des Dorfbaches bis an die Wilde Weißeritz. Südwestlich erhebt sich die Neuklingenberger Höhe (476 m), im Nordosten der Gückelsberg (412 m). Westlich entspringt am Pfarrbusch der Seerenbach.

## Geschichte

### Ortsgeschichte
Im Jahr 1350 wurde das Waldhufendorf als Clingendorf erstmals erwähnt. Es scheint, dass daneben der Name Klingenberg ebenfalls existierte, der 1378 als Klynginberg auftaucht, während 1489 wieder von Clingendorff geschrieben wird. Verwaltungsmäßig gehörte das Dorf 1378 zum castrum Tharandt, um 1445 zur Pflege Freiberg, ab 1460 zur Pflege bzw. zum Amt Dresden. Um 1500 befindet sich in Klingenberg eine Filialkirche von Dorfhain.
Der Grundbesitz mit 37 besessenen Mann und 28 Inwohnern gehört 1552 dem Rittergut Höckendorf, um 1606 dem Rittergut Potschappel. Ab 1696 ist ein Rittergut Klingenberg erwähnt, welches im Besitz der Adelsfamilie Reichbrod von Schrenkendorff war, die auch auf Potschappel saßen. 1764 zählte der Ort 22 besessene Mann, 38 Häusler sowie eine Gemarkung von 28 Hufen je 18 Scheffel. 1875 wurde Klingenberg Teil der Amtshauptmannschaft Dresden. 1898 wurde die evangelische Kirchgemeinde von Klingenberg selbständig.
Mit der DDR-Kreisreform 1952 kam die Landgemeinde zum Kreis Freital. Innerhalb des Weißeritzkreis bildete Klingenberg ab 1. August 1994 mit Colmnitz und Dorfhain den Verwaltungsverband An der Talsperre Klingenberg (bestand bis 30. Dezember 1998). Zum 1. Januar 1999 wurde Klingenberg gemeinsam mit der Nachbargemeinde Colmnitz Ortsteil der Gemeinde Pretzschendorf, die sich zum 31. Dezember 2012 mit der Nachbargemeinde Höckendorf zur neuen Gemeinde Klingenberg vereinigte. Der Gemeindename wurde unter anderem wegen der zentralen Lage des Ortsteils übernommen, der Gemeindesitz ist jedoch in Höckendorf.
Heute gibt es Klingenberg noch eine Oberschule.

### Entwicklung der Einwohnerzahl
| Jahr | Einwohnerzahl |
| ---- | ------------- |
| 1834 | 0733          |
| 1871 | 0878          |
| 1890 | 0971          |
| 1910 | 1223          |
| 1925 | 1201          |
| 1939 | 1251          |
| 1946 | 1484          |
| 1950 | 1405          |

| Jahr | Einwohnerzahl |
| ---- | ------------- |
| 1964 | 1160          |
| 1990 | 1383          |
| 1998 | 1480          |
| 2013 | 1029          |
| 2016 | 1131          |
| 2021 | 1050          |

### Wappen
Die Gemeinde Klingenberg führte von 1995 bis 1998 und als Ortsteil noch bis 2002 ein eigenes Wappen. Blasonierung: „In Blau auf goldenem Berg fünf goldene Glockenblumen, darüber aus dem oberen Schildrand hervorbrechende goldene strahlende Sonne“. Das Wappen wurde vom Weißeritzkreis im Februar 1995 genehmigt. Seit 2002 wird das Wappen der Gemeinde Pretzschendorf verwendet.

## Bauwerke

### Bahnhof Klingenberg-Colmnitz

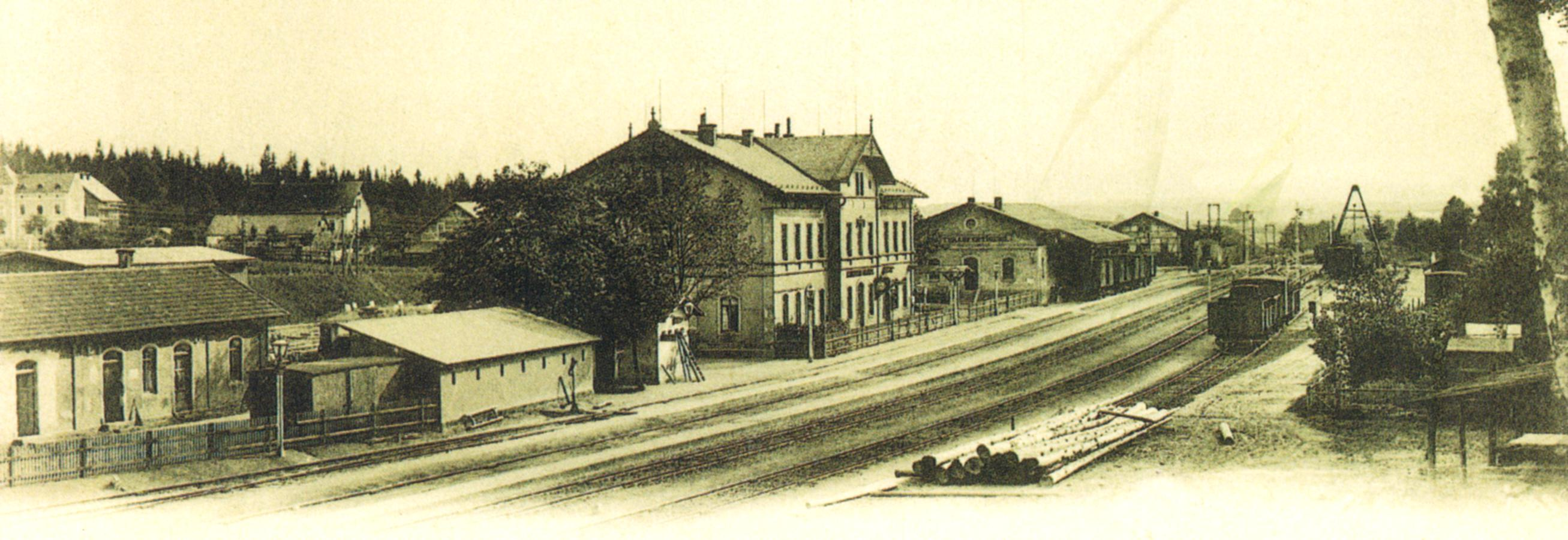
Bahnhof Klingenberg-Colmnitz um 1900

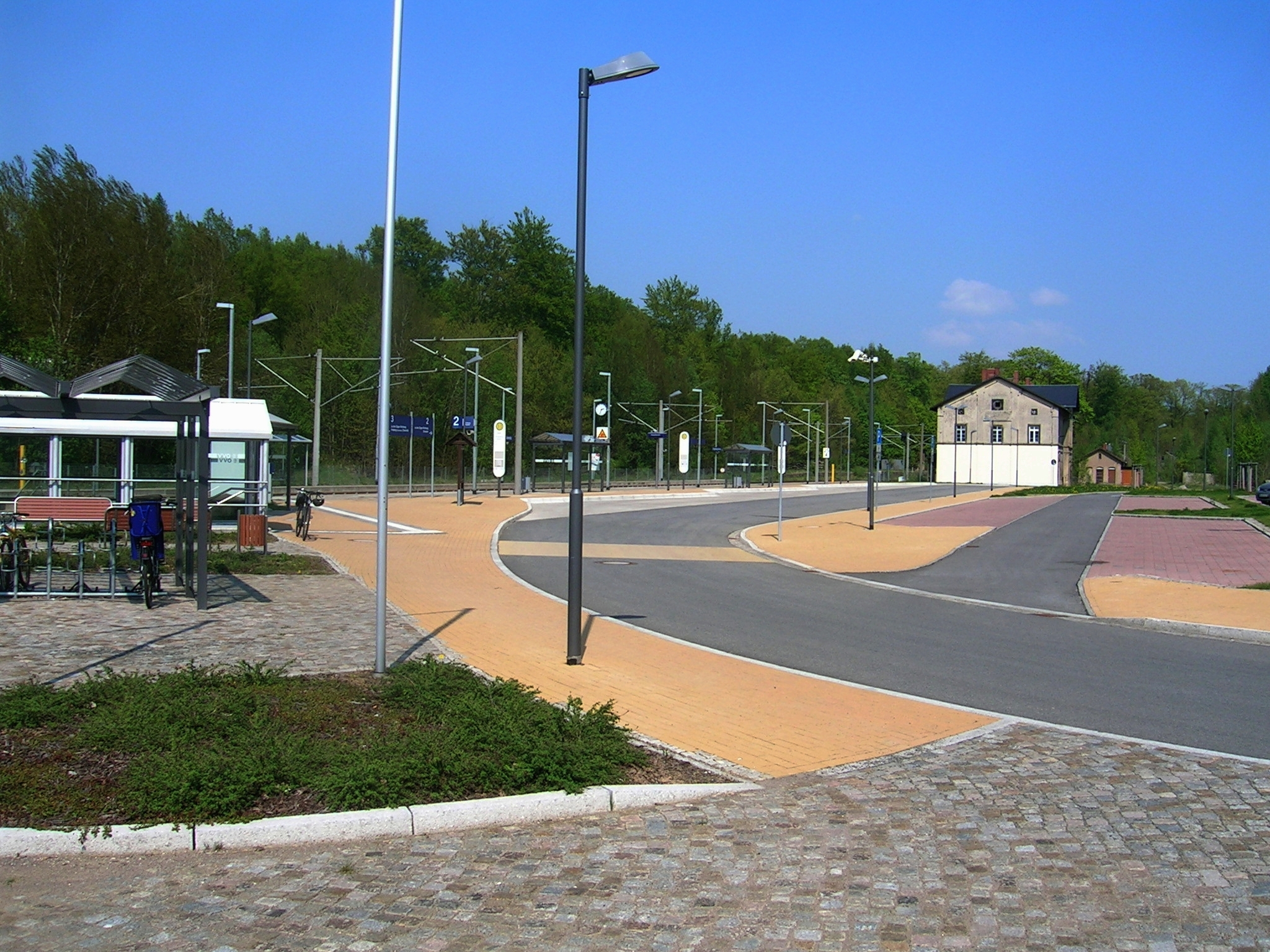
Die 2009 eröffnete Übergangsstelle auf dem früheren Bahnhofsgelände: im Hintergrund das ehemalige Empfangsgebäude, links die Bahnstrecke Dresden–Werdau, rechts die früher von der Schmalspurbahn genutzten Flächen

Im Jahr 1862 schloss die sächsische Staatsbahn Klingenberg an die Bahnstrecke von Dresden nach Freiberg an. Nachdem der Staat diese Strecke 1868/69 von Freiberg nach Flöha verlängert hatte, war auch die Verbindung nach Chemnitz und Westsachsen gegeben. 
Kurz bevor die von Tharandt kommenden Züge in Klingenberg einfahren, hat die Strecke eine Höhe von 435 m ü. NN erreicht. Das ist der Endpunkt der Steilstrecke vom Bahnhof Tharandt, der für eine Hauptbahn eine äußerst ungewöhnliche Steigung von 1:40, teils sogar 1:39 aufweist und als eine der steilsten Normalspurbahnstrecken Europas gilt. In Zeiten des Dampflok-Betriebs bis zur Elektrifizierung Mitte der 1960er Jahre wurde diese Steigung nur mittels Schiebelokomotive bewältigt, was bei überlangen Güterzügen auch danach noch der Fall war. Im Bahnhof Klingenberg-Colmnitz ist nach 11,6 Kilometern die 228 Meter hohe Höhendifferenz ins Erzgebirge überwunden.
Beim Bau der Schmalspurbahn Klingenberg-Colmnitz–Frauenstein 1898 wurde der Bahnhof erweitert und in Klingenberg-Colmnitz umbenannt, da er auf der Gemarkung der beiden Dörfer Klingenberg/Sa. und Colmnitz entstand. Zum regionalen Bahnknotenpunkt wurde der Bahnhof spätestens nach 1921, als die Schmalspurbahn Klingenberg-Colmnitz–Oberdittmannsdorf eröffnet wurde (beide bis 1971 in Betrieb), die die Verbindung zum Wilsdruffer Netz schuf.
In diesem Zusammenhang entstand die Eisenbahnsiedlung Am Sachsenhof bzw. Kolonie Sachsenhof (zu Klingenberg) und Am Bahnhof (zu Colmnitz), die neben Neuklingenberg den dritten Siedlungskörper der Gemarkung bildet.
Im Jahr 2009 wurde eine neue Übergangsstelle zwischen Bus und Bahn auf dem Bahnhofsgelände eingeweiht.
Das Empfangsgebäude Klingenberg-Colmnitz wurde in Modelleisenbahnkreisen bekannt, da es als Vorbild für Modelle in den Nenngrößen TT und H0 diente.

### Talsperre Klingenberg

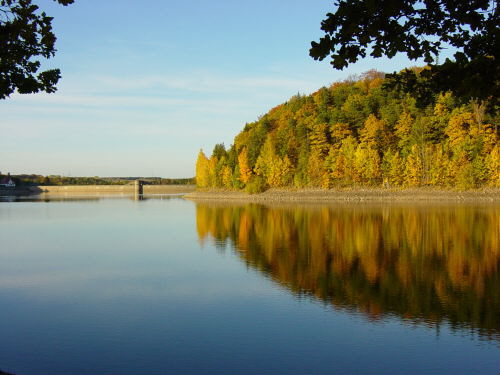
Talsperre Klingenberg mit Staumauer

Die Talsperre südlich des Dorfes im Flusslauf der Wilden Weißeritz wurde von 1908 bis 1914 nach einem architektonischen Entwurf von Hans Poelzig und nach dem Intze-Prinzip erbaut. Sie hieß zunächst Friedrich-August-Talsperre, heute Talsperre Klingenberg. Sie dient, zusammen mit der Talsperre Lehnmühle sowie einer Verbindung zur Talsperre Lichtenberg, der Trinkwasserversorgung von Dresden und großen Teilen des ehemaligen Weißeritzkreises, dem Hochwasserschutz, und, mit den durch einen Trinkwasser-Freispiegelstollen zum Wasserwerk Dresden-Coschütz verbundenen Wasserkraftwerken Klingenberg, Dorfhain und Tharandt, auch der Stromerzeugung.
Das Wasserwerk Klingenberg befindet sich unterhalb der Staumauer und ist, wie die Talsperre und das Kraftwerk, Bestandteil des ENSO-Energie-Erlebnispfades am Hans-Poelzig-Rundweg.

### Streichholzbrücke
In den Jahren 1910 bis 1911 wurde vom Bahnhof Klingenberg-Colmnitz eine schmalspurige Werkbahn zur Talsperrenbaustelle errichtet, die den Langen Grund auf einer hölzernen Brückenkonstruktion überquerte. 1914 wurde der Betrieb auf der Talsperrenbahn eingestellt. Im Zuge des Baus einer Straße auf der alten Bahntrasse wurde die hölzerne Eisenbahnbrücke durch eine Stahlbetonkonstruktion ersetzt. Zur Streichholzbrücke führt eine Ahornallee.

### Denkmäler
- Grabstätte und Gedenkstein auf dem Friedhof für einen unbekannten französischen Häftling eines Todesmarsches

## Persönlichkeiten
- Helmut Bauer (1914–2008), Mediziner